# Leucoloma bauerae
Leucoloma bauerae är en bladmossart som beskrevs av Jean Édouard Gabriel Narcisse Paris 1900. Leucoloma bauerae ingår i släktet Leucoloma och familjen Dicranaceae. Inga underarter finns listade i Catalogue of Life.